# Михаил Абаджиев
Михаил Николов Абаджиев е български щангист. Представлява България на Летните олимпийски игри през 1960 г.

## Биография
Роден е на 5 ноември 1935 г. в Нови Пазар. Завършва Техникума за физкултура и спорт в Пловдив. През 1960 г. става част от първия национален отбор на България по вдигане на тежести.
Брат на Иван Абаджиев.